# Яр Вільховець
Яр Вільховець — балка (річка) в Україні у Охтирському районі Сумської області. Права притока річки Ворсклиці (басейн Дніпра).

## Опис
Довжина балки приблизно 7,73 км, найкоротша відстань між витоком і гирлом — 6,79 км, коефіцієнт звивистості річки — 1,14. Формується декількома струмками та загатами. На деяких ділянках балка пересихає.

## Розташування
Бере початок на східній стороні від села Люджа. Тече переважно на південний схід через села Новоукраїнка та Ницаха і на північно-західній околиці села Солдатське впадає в річку Ворсклицю, праву притоку річки Ворскли.

## Цікаві факти
- У XX столітті на балці існували молочно-тваринна ферма (МТФ) та декілька газових свердловин[2], а у XIX столітті — водяні та вітряні млини[1].